# Saint-Cirgue
 Saint-Cirgue  es una población y comuna francesa, ubicada en la región de Mediodía-Pirineos, departamento de Tarn, en el distrito de Albi y cantón de Valence-d'Albigeois.

## Demografía
| 341 | 312 | 308 | 254 | 220 | 195 |
| Para los censos de 1962 a 1999 la población legal corresponde a la población sin duplicidades (Fuente: INSEE [Consultar]) |     |     |     |     |     |